# 1864 Dédalo
Dédalo (asteroide 1864, com a designação provisória 1971 FA) é um asteroide cruzador de Marte. Possui uma excentricidade de .6144717465151196 e uma inclinação de 22.1973º.
Este asteroide foi descoberto no dia 24 de março de 1971 por Tom Gehrels em Palomar.
Este asteroide recebeu este nome em homenagem ao personagem Dédalo da mitologia grega.